# Аксель Перссон
Аксель Перссон (швед. Axel Persson, 23 січня 1888 — 2 вересня 1955) — шведський велогонщик.
Олімпійський чемпіон 1912 року в роздільній командній гонці, срібний призер 1920 року в роздільній командній гонці.